# Léda (fresque)
Léda est une fresque de la Villa Arianna, découverte lors des fouilles archéologiques de l'ancienne ville de Stabiae (aujourd'hui Castellammare di Stabia), et conservée au musée archéologique national de Naples.

## Histoire
La fresque de la date de la première moitié du Ier siècle,  et se trouvait au centre d'un panneau mural d'un cubiculum de la Villa Arianna, salle dans laquelle se trouvaient trois autres figures féminines, Flora, Médée et Diana : cet endroit de la villa était probablement dédié aux femmes. Ces œuvres ont été découvertes en 1759, à la suite des fouilles archéologiques menées par les Bourbons, puis détachées afin d'intégrer la collection royale.

## Description
Thème récurrent dans la peinture grecque et romaine, de pur style hellénistique, la figure de Léda avec le cygne, est ici présentée sur un fond vert, en train de marcher. Les seins sont nus, le bras gauche tient le cygne, tandis que la main droite semble tenir le manteau. La fresque est très similaire aux portraits de danseurs et de Ménades, en particulier, la fresque des Ménades dansantes dans la Villa de Cicéron à Pompéi.